# Lloro (grabación)

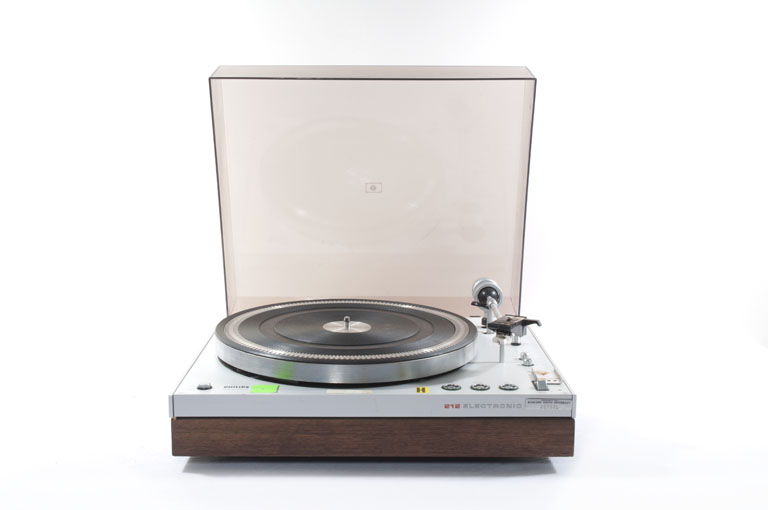
Giradiscos Philips 212, con control de velocidad electrónico, con una tasa de lloro y trémolo del 0,1%

El efecto denominado lloro (wow en inglés), es una forma relativamente lenta de trémolo (variación periódica del tono o el volumen de una señal) que puede afectar a grabaciones fonográficas y magnetofónicas. En ambos casos, es habitual el uso de la expresión combinada "lloro y trémolo" (wow and flutter en inglés).

## Discos fonográficos
Al reproducir discos de gramófono, el lloro es una variación del tono que se produce una vez por revolución, que puede resultar de la deformación del disco o de una placa de impresión del vinilo que no estaba centrada con precisión respecto al orificio del disco.
Si los surcos no están centrados exactamente en relación con el orificio del disco, la velocidad lineal de la aguja, en lugar de descender gradualmente a medida que el surco es recorrido en espiral hacia el centro, varía con cada revolución, siendo demasiado alta (lo que da como resultado un tono más alto) cuando la aguja está más hacia afuera y demasiado baja cuando está más hacia adentro (lo que resulta en un tono más bajo). Cuanto más excéntrica sea la posición relativa de los surcos, mayor será la variación del tono.
La causa de los efectos de "lloro" en un disco deformado es básicamente la misma: una variación en la velocidad lineal de la aguja con respecto al disco. Este efecto puede ser producido por deformación radial (similar al efecto del orificio excéntrico) o por deformación del disco fuera de su plano, lo que implica que la aguja tiene que viajar más rápido sobre la sección deformada, ya que debe desplazarse tanto dentro como fuera del plano del disco.

## Grabadoras de cinta
Con las grabadoras de cinta puede darse un problema similar. Los cambios de frecuencia se deben al movimiento irregular de la cinta durante la grabación o reproducción. Por ejemplo, un cambio en la velocidad angular del mecanismo de tracción o del arrastre de la cinta en una bobina o casete. Los términos "lloro y trémolo" a menudo se denominan de forma conjunta, siendo el trémolo una versión de mayor frecuencia del lloro.
El trémolo de raspado (scrape flutter en inglés; un efecto de alta frecuencia de más de 1000 Hz) se produce a veces debido a que la cinta vibra al pasar por encima de un cabezal, como resultado de la rápida interacción del estiramiento en la cinta y la esticción en el cabezal. Agrega una aspereza al sonido que no es la típica del lloro y el trémolo, y a veces se emplean dispositivos de amortiguación o rodillos pesados en las grabadoras de cinta profesionales para evitarlo. La medición del trémolo de raspado requiere técnicas especiales, a menudo con un tono de 10 kHz.
Una grabadora de casete moderna típica puede tener una especificación de lloro y trémolo del 0,08%.

## Grabación de video
También puede ocurrir un problema similar en las videocintas, lo que hace que la imagen se mueva ligeramente o que la parte superior de la imagen parpadee. Este efecto se conoce como flameo ("flagwaving" en inglés).

## Corrección
Se han desarrollado métodos de procesamiento digital de señales que corrigen el lloro y el trémolo rastreando elementos en la cinta o película que pueden reutilizarse como referencias de tiempo. Un sistema desarrollado por Plangent Processes reduce sustancialmenteel efecto  de velocidades muy altas a niveles extremadamente bajos, con una mejora sustancial en la calidad. El software Capstan de Celemony analiza el material musical ya digitalizado y utiliza la reproducción de velocidad variable para eliminar el lloro y el trémolo.